# Alois Šiška
Generálmajor v. v. Alois Šiška (15. května 1914 Lutopecny u Kroměříže – 9. září 2003 Praha) byl československý pilot, který ve 2. světové válce létal v 311. československé bombardovací peruti RAF. Známý je především pro nouzové přistání s bombardérem Vickers Wellington KX-B na hladině Severního moře, na kterém on a zbytek posádky strávili v nafukovacím záchranném člunu 6 dní téměř bez vody a potravin, než byli vyplaveni na nizozemském pobřeží, kde byli následovně zajati německou pobřežní stráží a drženi v zajetí až do konce války.
Alois Šiška je nositelem řady vyznamenání, mezi které patří i nejvyšší státní vyznamenání České republiky, Řád Bílého lva III. třídy, in memoriam. Mimo jiné byl členem tzv. Guinea Pig Clubu, spolku, který se zaměřoval na léčbu a především rehabilitaci a socializaci letců, kteří ve válce utrpěli vážná zranění s trvalými následky.

## Předválečné období
Alois Šiška pocházel z Lutopecen u Kroměříže, z malého hospodářství. Již v útlém dětství byl fascinován letadly a jeho touha stát se pilotem s věkem jen rostla. Navzdory tomu se však nejprve vyučil strojním zámečníkem a o vstup na vojenské letecké učiliště požádal až v osmnácti letech, kde byla jeho žádost zamítnuta pro vysoký věk. Dostal se však do Baťovy strojnické školy ve Zlíně, kde se vyučil strojařem a později byl vybrán do Baťovy Zlínské letecké společnosti a.s. v Otrokovicích, která se zabývala výrobou sportovních letadel, mimo jiné i Zlínu Z-XII. Za zlepšovací návrh ve výrobě byla Šiškovi nabídnuta odměna ve výši 5000 korun, místo které si zvolil pilotní výcvik, kde rovněž obdržel pilotní diplom. S rostoucí hrozbou v podobě Hitlerova nacistického Německa byl ze strany československé armády vytvořen požadavek na výcvik 1000 nových vojenských pilotů, do kterého byl přijat i Alois Šiška. Krátce po absolvování výcviku ve VLU v Prostějově byla vyhlášena všeobecná mobilizace a dojednána Mnichovská dohoda.

## Útěk z protektorátu
V období protektorátu byl Alois Šiška členem ilegální buňky jejímž prostřednictvím pomáhal útěku ohrožených osob do Polska a později do Maďarska. Sám však v protektorátu zůstal až do vypuknutí války. V té době narůstala obava, že Němci objeví skrytý prototyp letounu Zlín Z-XIII. Aby letoun nepadl do jejich rukou, bylo v rámci ilegální skupiny rozhodnuto, že s prototypem musí odletět na Balkán. Pro tento úkol byl vybrán Alois Šiška. V den akce byl ale gestapem zatčen hangármistr a z celého plánu sešlo.
K definitivnímu útěku z protektorátu jej donutilo až plánované zatčení gestapem, o kterém se dozvěděl s předstihem. Spolu s Aloisem Bačou uprchli přes zamrzlou řeku Moravu na Slovensko, poté se s pomocí maďarského faráře dostali přes slovensko-maďarskou hranici a vlakem dále pokračovali až k hranici s Jugoslávií. Tam byli zatčeni maďarskou pohraniční stráží a po dobu několika týdnů byli vězněni ve věznici v Hódmezővásárhely. Po nezdařilém útěku z tohoto vězení byli deportováni do Citadely v Budapešti. Zde byli v krutých podmínkách drženi spolu s dalšími sto dvaceti Čechy a podobným množstvím Poláků. Příležitost k útěku se Šiškovi naskytla až 30. března 1940, kdy byl odveden na návštěvu k doktorovi, kvůli svrabu. V příhodné chvíli utekl svým strážím a taxíkem se dopravil na francouzský konzulát. Odtud byl v noci potají odvezen k hranici s Jugoslávií, kterou tentokrát již úspěšně překročil. Jeho následující kroky, již jako člena čs. zahraniční armády, směřovaly přes Turecko do Sýrie, kde nastoupil spolu s dalšími příslušníky armády na cestu lodí přes Středozemní moře směrem do Francie. 25. dubna přistál v Marseille, poté krátce sloužil na letišti poblíž Bordeaux, do probíhajících bojů o Francii však nestihl zasáhnout a již 21. června byl na cestě k anglickému pobřeží.

## V RAF a zajetí

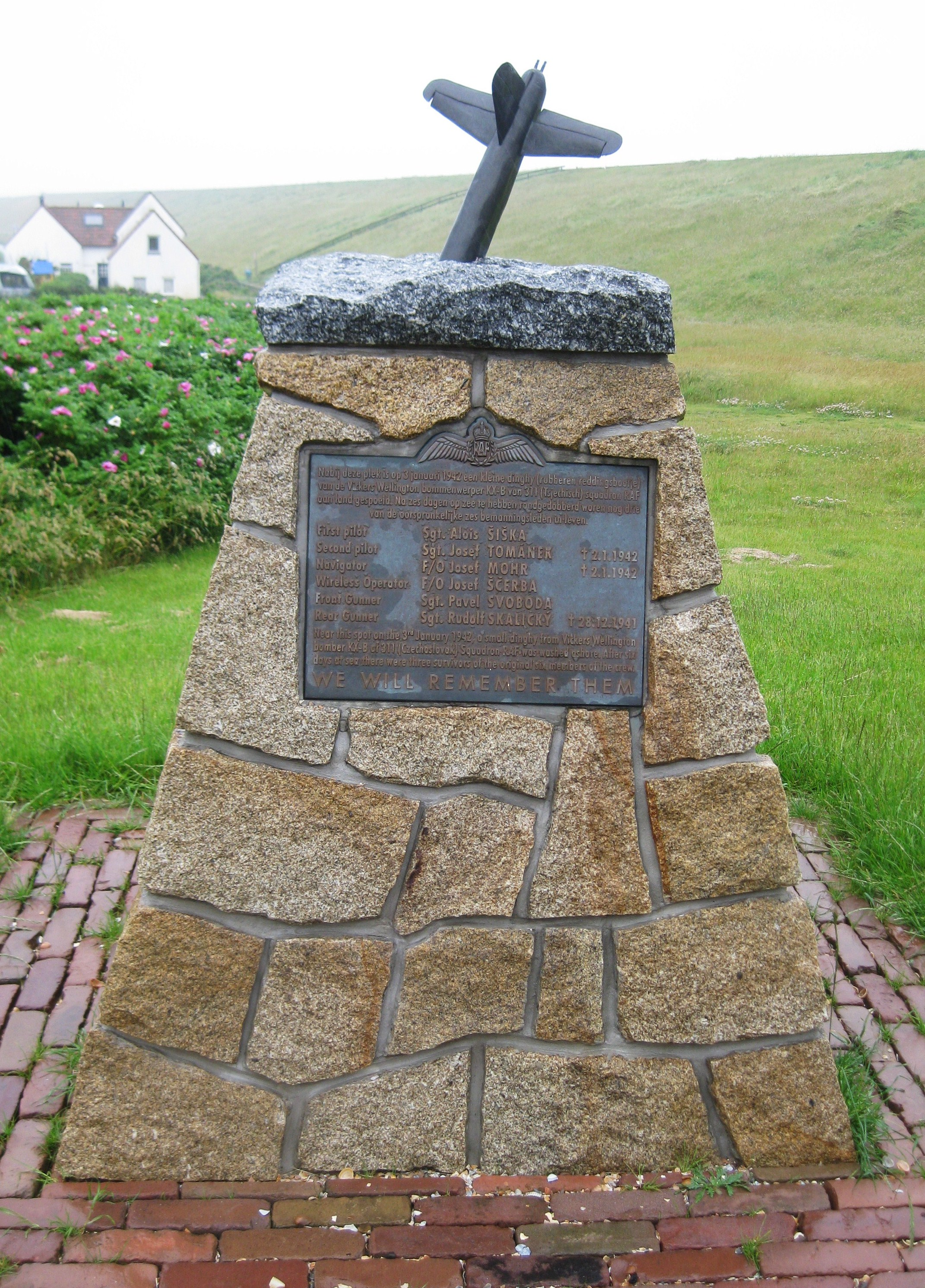
Památník mužům sestřeleného Wellingtonu v nizozemském Pettenu.

V Anglii vstoupil do RAF Volunteer Reserve a byl jako pilot v hodnosti seržanta přidělen k 311. československé bombardovací peruti v East Wrethamu. Alois Šiška patřil k několika málo čs. letcům, kteří se zúčastnili přeletu Alp s následným bombardováním průmyslového italského města Turín. Osudným se mu však stal jeho 19. operační let.
Dne 28. prosince 1941 za mlhavého večera vystartovala posádka ve složení Alois Šiška (první pilot), Josef Tománek (druhý pilot), Josef Mohr (navigátor), Josef Ščerba (radiotelegrafista), Rudolf Skalický (zadní střelec), Pavel Svoboda (přední střelec), s bombardérem Vickers Wellington nesoucím označení KX-B. Cílem byl relativně blízký německý přístav Wilhelmshaven. Cíl úspěšně bombardovali, ovšem při zpáteční cestě letadlu začal hořet levý motor v důsledku proraženého přívodu oleje. Přestože požár úspěšně uhasili, upadlému motoru a vrtuli, která se zasekla do trupu a poškodila hydraulický systém, již zabránit nedokázali. Letoun se stal téměř neovladatelným a Šiška byl s takto poškozeným letadlem nucen nouzově přistát v neklidném Severním moři. Při tvrdém přistání přišel o život zadní střelec, zbytek posádky se dostal do záchranného nafukovacího člunu Dinghy. Po šesti strastiplných dnech byl 2. ledna 1942 pouze s dalšími dvěma žijícími členy osádky Pavlem Svobodou a Josefem Ščerbou zajat německou pobřežní stráží u nizozemského pobřeží poblíž Pettenu.
Utrpěl těžké omrzliny nohou, dokonce mu hrozila jejich amputace, od které ho na operačním sále zachránil infarkt a následná klinická smrt. Léčil se v nemocnici v Hohemarku a Obermansfeldu. Jako vlastizrádce Velkoněmecké říše ho vyslýchalo gestapo na pražském Pankráci. Prošel zajateckými tábory Stalag Luft 3 v Saganu a Stalag Luft 1 v Barthu. Konec války přežil v Oflagu IVC v Colditzu, kde byla vězněna vojenská elita, mezi nimi i beznohý Douglas Bader, stíhací eso RAF. Přestože byl odsouzen k trestu smrti, rozsudek nebyl nikdy vykonán.

## Poválečné období

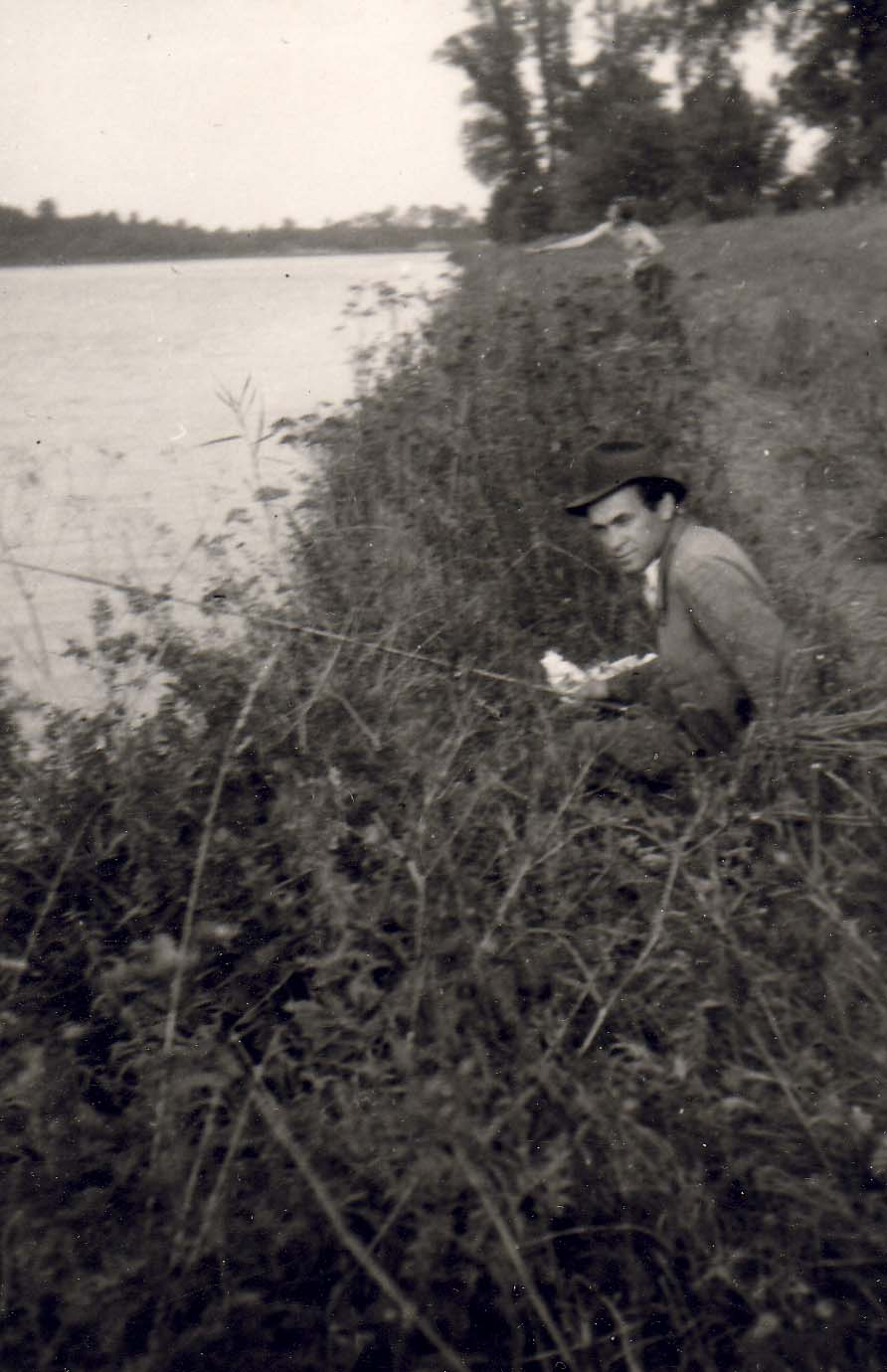
Alois Šiška rybaří na Vltavě u obce Dušníky nad Vltavou v roce 1958.

Vzhledem k zanedbávané léčbě omrzlin v době zajetí byl Šiška po skončení války poslán na léčení a rehabilitace do East Grinsteadu v Anglii, kde byl až do roku 1947. Po ukončení léčby se vrátil zpět do rodné vlasti, aby zde nějaký čas sloužil u LNP 1 ve Vysokém Mýtě jako pilot letadel C-106. V té době se jej pokusila naverbovat KSČ, pokaždé však jejich nabídky odmítl.

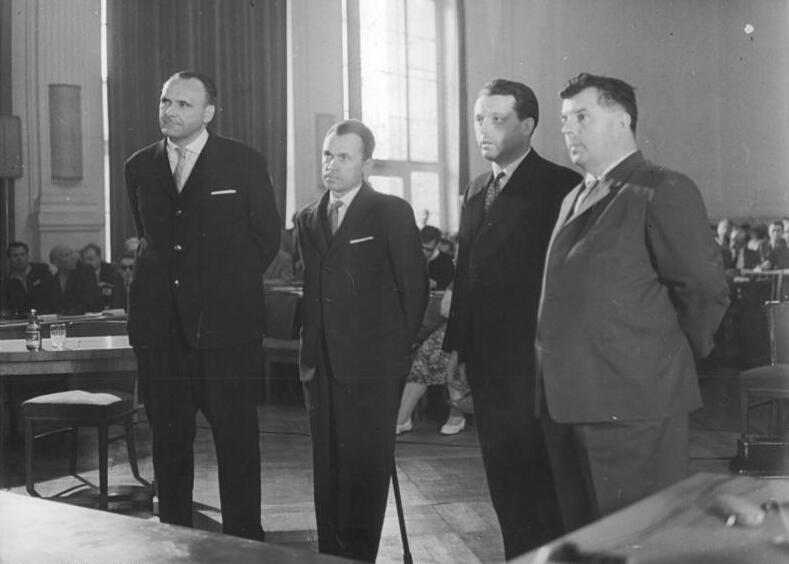
Českoslovenští letci jako svědci v procesu s Hansem Globke v roce 1963, zleva Vilém Bufka, Alois Šiška, tlumočník a Gustav Kopal.

Po únoru 1948 byl přeložen do Letecké vojenské akademie v Hradci Králové, kde působil jako velitel a instruktor ŠNV, velitel sekce cvičných pilotních kabin a profesor zásad létání. V červenci na léčebném pobytu v Trenčianských Teplicích, kde se seznámil i se svou budoucí manželkou Vlastou, byl zatčen a deportován do Prahy. Po krátkém výslechu byl však opět propuštěn a u armády zůstal až do roku 1950. Po propuštění mimo vojenskou činnost byl vystěhován mimo Prahu do Dušníků nad Vltavou, kde se živil především jako opravář televizorů. V roce 1963 společně s dalšími letci Vilémem Bufkou a Gustavem Kopalem svědčil ve východním Berlíně v procesu s Hansem Globkem.
V roce 1968 byl opětovně povolán do vojenské služby, která však neměla dlouhého trvání, neboť v roce 1970 byl opět propuštěn. V následujících letech se živil například jako tlumočník pro egyptské piloty, avšak později se projevila jeho zranění a útrapy z válečných let a veškerou fyzickou činnost proto musel výrazně omezit. Částečné rehabilitace a povýšení do hodnosti podplukovníka v záloze se dočkal již v roce 1964, úplné rehabilitace až po návratu do Prahy v roce 1989.
Po sametové revoluci se stal členem Sdružení československých zahraničních letců 1939–1945, kde zastával funkci místopředsedy. Dostalo se mu řady poct, v roce 1991 mu byl propůjčen Řád M. R. Štefánika III. třídy a 3. května 1995 byl jmenován do hodnosti generálmajora. V listopadu 2002 se v Praze setkal s britským premiérem Tony Blairem.
Byl účastníkem mnoha besed pro veřejnost, žáky i studenty. Byl pravidelným přednášejícím na setkání studentů a pracovníků ČVUT s letci RAF organizovaných po listopadu 1989 Masarykovou akademií práce, strojní společností na ČVUT v Praze a Evropským hnutím v ČR ve velké posluchárně 256 v Dejvicích.
Alois Šiška zemřel 9. září 2003 ve věku 89 let. Jeho nekrolog otiskl Daily Telegraph. Poslední léta života prožil v Praze Modřanech. Hlavní ulice této čtvrti na jeho počest od roku 2004 nese jméno Generála Šišky. Dne 28. září 2003 mu prezident republiky propůjčil in memoriam nejvyšší české vyznamenání, Řád Bílého lva III. třídy. Od listopadu 2008 pak 222. výcviková letka bitevních strojů L-159 nesla čestný název „Šiškova“ až do svého rozpuštění v listopadu 2013. Letka byla přemístěna na jinou základnu a pod novým číslem 213 stále nese čestný název „Šiškova“. V roce 2012 byl v Nizozemsku poblíž místa, kde byl člun s Šiškovou osádkou před sedmdesáti lety vyplaven, odhalen památník.
V roce 2023 byla po něm v Kroměříži pojmenována nově vzniklá ulice.

## Dílo
- ŠIŠKA, Alois. KX-B neodpovídá. 1. vyd. Praha: Vydavatelství časopisů MNO, 1966.
- ŠIŠKA, Alois. KX-B neodpovedá. 1. vyd. Bratislava: Obzor, 1967. 204 s. 735-22-8.5. (slovensky)
- ŠIŠKA, Alois. KX-B neodpovídá. 1. úplné vyd. vyd. Praha: Ostrov, 2000. 173 s. ISBN 80-86289-10-9.

## Vyznamenání
- Řád Milana Rastislava Štefánika, III. třída, udělen 1991
- Záslužný kříž ministra obrany České republiky[7],I. stupeň
- Řád Bílého lva, III. třída vojenská skupina, udělen 28.10.2003 in memoriam
- Československý válečný kříž 1939
- Československý válečný kříž 1939, udělen podruhé
- Československý válečný kříž 1939, udělen potřetí
- Československý válečný kříž 1939, udělen počtvrté
- Československá medaile Za chrabrost před nepřítelem
- Československá vojenská medaile za zásluhy, I. stupeň
- Pamětní medaile československé armády v zahraničí, se štítky Francie a Velká Británie
- Řád rudé hvězdy
- Medaile Zasloužilý bojovník proti fašismu
- Hvězda 1939–1945[8]
- Medaile Za obranu[9]
- Válečná medaile 1939–1945[10]
- Evropská hvězda leteckých osádek[11]
- Pamětní medaile ČsOL „1914–1918 / 1939–1945“
- Čestný pamětní odznak 50 let NATO